# Украинская партия социалистов-федералистов

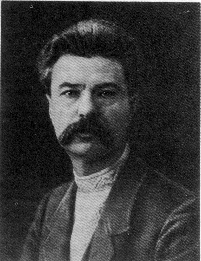
Председатель УПСФ С. Ефремов

Украинская партия социалистов-федералистов (УПСФ, популярное название — эсэфы, укр. Українська партія соціалістів-федералістів) — либерально-демократическая политическая партия, оформившаяся в июне 1917 из бывших членов Украинской демократическо-радикальной партии (УДРП) и Товарищества украинских прогрессистов, которые в конце марта 1917 образовали Союз украинских автономистов-федералистов, а впоследствии — УПСФ.
Партия возобновила программу УДРП и состояла преимущественно из интеллигенции, проводившей национально-культурную работу, имея лучшие из всех украинских партий того периода профессиональные кадры.
Название партии скорее отдавало дань духу времени (придерживалась умеренного социализма), фактически же она стояла на позициях консерватизма, а федерализм понимала как мировую форму межгосударственных отношений и децентрализованных административных построений.
Председателем УПСФ был избран С. Ефремов, лидерами партии были: А. Никовский, члены ЦК А. Шульгин, П. Стебницкий, В. Прокопович, член Киевского и Головного комитетов А. Вязлов, секретарь партии О. Андриевская, а также И. Шраг, А. Лотоцкий, И. Мирный, В. Биднов, Ф. Матушевский, М. Кушнир, В. Шелухин и др.
Печатный орган УПСФ — ежедневная газета «Новая Рада». Редактировали газету А. Никовский и С. Ефремов.
Во время Украинской Центральной Рады при В. Винниченко в его правительство входили С. Ефремов, А. Шульгин, А. Лотоцкий, П. Стебницкий, И. Мирный, позже в правительство В. Голубовича — С. Шелухин, В. Прокопович, А. Лотоцкий, И. Фещенко-Чоповский.
Приход к власти в результате государственного переворота 29 апреля 1918 г. П. Скоропадского и формирование им правительства обусловили выход на одну из первостепенных ролей в политической жизни Украины партии социалистов-федералистов (УПСФ). Надеясь на свой приход к власти, УПСФ, однако, не реализовала возможность стать правительственной партией в день переворота, отклонив по причине недемократического характера определяющих законов украинского государства и неожиданных для партии репрессивных мер и др.
После прихода к власти гетмана П. Скоропадского УПСФ приняла участие в формировании украинского национально-государственного союза и Украинского национального союза, её члены входили во второе правительство Ф. Лизогуба (октябрь 1918): А. Лотоцкий, П. Стебницкий, А. Вязлов, М. Славинский.
Основные направления деятельности УПСФ в новых политических условиях определил её майский съезд, постановления которого отразили и определенные изменения в партийной идеологии, в частности, отказ от идеи федерации Украины с Россией, другой подход к вопросу собственности на землю.
Во время Директории Украинской Народной Республики членами правительства В. Чеховского были П. Холодный, А. Шелухин, И. Огиенко, М. Корчинский.
В правительстве С. Остапенко работали М. Кривецкий, И. Фещенко-Чоповский, К. Мациевич, Д. Маркович, И. Огиенко, О. Корчак-Чепурковский, М. Корчинский.
Членом правительства Исаака Мазепы был И. Огиенко.
В мае 1920 представителю УПСФ В. Прокоповичу было поручено сформировать Кабинет министров.
После победы большевиков в эмиграции в Праге в 1923 УПСФ была переименована в Украинскую радикально-демократическую партию, которую возглавил А. Лотоцкий, партийными лидерами которой были М. Славинский, А. Яковлив, А. Шульгин, К. Мациевич, В. Прокопович, А. Саликовський и др.
После Второй мировой войны радикальные демократы не восстановили деятельности своей партии: идейно близким к ним был Украинский национально-демократический союз, созданный в 1946.